# Động đất Flores 2021
Động đất Flores 2021 (tiếng Indonesia: Gempa bumi Laut Flores 2021) xảy ra vào lúc 11:20:24 (WITA), ngày 14 tháng 12 năm 2021. Trận động đất có cường độ 7,3 Mww, tâm chấn ở độ sâu khoảng 14,3 km. Trận động đất đã làm 1 người chết, 173 người bị thương.